# 施康强
施康强（1942年—2019年10月27日），男，上海人，中国法国文学翻译家。

## 生平
1942年生于上海，1963年毕业于北京大学西语系法国语言文学专业，1981年毕业于中国社会科学院研究生院外国文学系。之后历任中央编译局译审、鲁迅文学奖翻译奖评委、傅雷翻译奖评委。译有《都兰趣话》、《萨特文论选》、《从神话到小说——哈丁古斯的萨迦》等，合译有《巴黎圣母院》、《十五至十八世纪的物质文明、经济和资本主义》等。
2019年10月27日早晨因病去世，享年77岁。